# Srebrnica (Łódź)
Pour l’article homonyme, voir Srebrnica.
Srebrnica est une localité polonaise de la gmina et du powiat de Wieluń en voïvodie de Łódź.